# Gniewino (gromada)
Gniewino – dawna gromada, czyli najmniejsza jednostka podziału terytorialnego Polskiej Rzeczypospolitej Ludowej w latach 1954–1972.
Gromady, z gromadzkimi radami narodowymi (GRN) jako organami władzy najniższego stopnia na wsi, funkcjonowały od reformy reorganizującej administrację wiejską przeprowadzonej jesienią 1954 do momentu ich zniesienia z dniem 1 stycznia 1973, tym samym wypierając organizację gminną w latach 1954–1972.
Gromadę Gniewino z siedzibą GRN w Gniewinie utworzono – jako jedną z 8759 gromad na obszarze Polski – w powiecie wejherowskim w woj. gdańskim na mocy uchwały nr 26/III/54 WRN w Gdańsku z dnia 5 października 1954. W skład jednostki weszły obszary dotychczasowych gromad Strzebielinko i Toliszczek ze zniesionej gminy Wierzchucino oraz obszar dotychczasowej gromady Nadole ze zniesionej gminy Krokowa w powiecie wejherowskim, wreszcie obszary dotychczasowych gromad Gniewino, Bychowo, Perlino, Mierzyno i Salinko ze zniesionej gminy Gniewino w powiecie lęborskim w tymże województwie. Dla gromady ustalono 13 członków gromadzkiej rady narodowej. Była to jedna z nielicznych gromad, której obszar przeciął granice dawnych zaborów.
31 grudnia 1959 do gromady Gniewino włączono miejscowości Salino i Rechcinko ze znoszonej gromady Brzeźno Lęborskie w powiecie lęborskim w tymże województwie.
1 stycznia 1960  do gromady Gniewino włączono miejscowości Czymanowo i Opalino ze zniesionej gromady Rybno w powiecie wejherowskim.
31 lipca 1968 do gromady Gniewino włączono miejscowości Chynowie, Chynowiec, Dąbrówka Mała, Jęczewo, Kostkowo, Korzęcin, Lisewo, Łęczyn Dolny, Płaczewo, Poręby, Rybno, Tadzino, Zielnowo, Zolniczka, Słuszewo i Prenkowo ze zniesionej gromady Kostkowo w tymże powiecie.
Gromada przetrwała do końca 1972 roku, czyli do kolejnej reformy gminnej. 1 stycznia 1973 – tym razem w powiecie wejherowskim – reaktywowano zniesioną w 1954 roku gminę Gniewino.